# Malthodes serafini
Malthodes serafini là một loài bọ cánh cứng trong họ Cantharidae. Loài này được Kuska & Kupryjanowicz miêu tả khoa học năm 2005.